# Калеви-Лийва

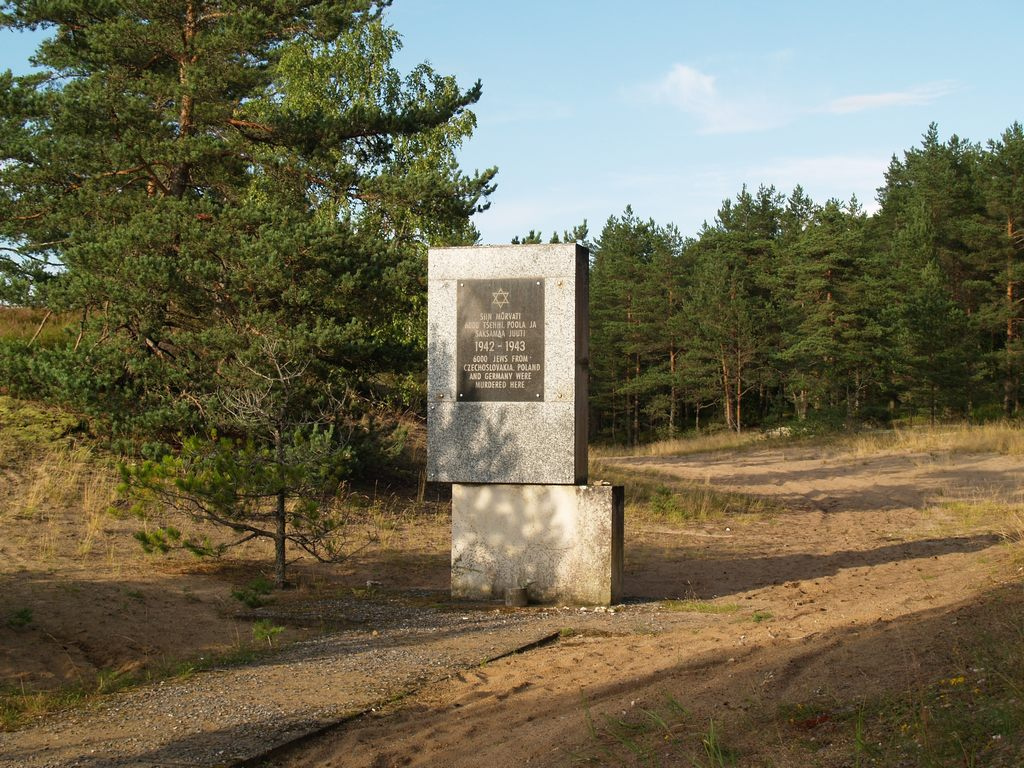
Мемориал в Калеви-Лийва

Ка́леви-Ли́йва (эст. Kalevi-Liiva) — местность в Эстонии на территории деревни Кабернеэме, волость Йыэляхтме уезда Харьюмаа, на берегу Балтийского моря недалеко от Таллина.
В 1942—1943 годах во время Второй мировой войны в урочище Калеви-Лийва нацисты и эстонские коллаборационисты массово убивали евреев, привозимых из стран Центральной Европы, а также цыган и советских военнопленных. Здесь было расстреляно около 6 тысяч человек.

## Массовые убийства
В 1942—1943 годах во время оккупации Германией территории Эстонии в Калеви-Лийва нацисты и эстонские коллаборационисты проводили расстрелы евреев, цыган и советских военнопленных.
Так, 5 сентября 1942 года в местечко Раазику прибыл эшелон с 1000 евреев из гетто Терезиенштадт. Ещё один эшелон прибыл с евреями из Германии.
До 3000 евреев, не отобранных для работ, были вывезены в Калеви-Лийва и расстреляны, трудоспособные были направлены на принудительные работы в концлагерь Ягала. Кроме чешских, в Калеви-Лийва уничтожались немецкие евреи и евреи из других стран. Впоследствии узники лагеря Ягала были также расстреляны в Калеви-Лийва. Из 2000 евреев, привезённых в сентябре 1942 года, войну пережили 74 человека.
Место расстрелов, завершившихся весной 1943 года, было замаскировано нацистами: местность была выровнена и засажена лесом. Массовые захоронения были обнаружены случайно только в 1961 году.

## Суд в 1961 году
В марте 1961 года в Таллине состоялся судебный процесс над эстонскими коллаборационистами, которые принимали участие в расстрелах в Калеви-Лийва. Двое из них — Ральф Герретс и Яан Вейк — были приговорены к смертной казни. Айн-Эрвин Мере был осуждён заочно, а комендант лагеря Ягала Александер Лаак покончил жизнь самоубийством в Канаде.

## Память
Первый памятник убитым в Калеви-Лийва был установлен советскими властями в 1964—1965 годах. Также в 1964 году в Эстонии был снят документальный фильм, посвящённый трагедии в Калеви-Лийва.
Трагическим событиям в Калеви-Лийва посвящена «Песня о кровавых цветах» (Г. Таниэль — Х. Карьяхарм, исп. Я. Йоала).
После восстановления независимости Эстонии в 1995—1996 годах был открыт новый памятник, созданный по инициативе еврейской общины Эстонии. 10 мая 2002 года в Калеви-Лийва был открыт памятник убитым здесь чешским, польским и немецким евреям. В сентябре 2014 года послы Чехии, Германии и Польши в Эстонии возложили венки к этому памятнику.
6 мая 2007 года на территории мемориала Калеви-Лийва был открыт памятный камень уничтоженным здесь цыганам.